# Том Пойнтінґ
Том Пойнтінґ (англ. Tom Ponting, 28 січня 1965) — канадський плавець.
Призер Олімпійських Ігор 1984, 1988, 1992 років.
Призер Пантихоокеанського чемпіонату з плавання 1985, 1987 років.
Переможець Ігор Співдружності 1986, 1990 років, призер 1983 року.
Призер літньої Універсіади 1983 року.